# Celestus rozellae
El celesto vientre verde (Celestus rozellae) es una especie de lagarto que pertenece a la familia Diploglossidae. Es nativo del sur de México, Guatemala, y Belice; quizá en Honduras. Su rango altitudinal oscila entre 100 y 1350 m s. n. m..